# Trigonoptera breuningiana
Trigonoptera breuningiana là một loài bọ cánh cứng trong họ Cerambycidae.